# Драгован Јовановић
Драгован Јовановић (Дубона, 24. јул 1937 — Београд, 11. јул 2012) био је српски филмски и позоришни редитељ и писац филмских сценарија и радио драма.

## Биографија
Драгован Јовановић је рођен у Дубони код Младеновца, 24. јула 1937. године. Драматургију је дипломирао на Факултету драмских уметности, а још за време студија је на позив Бојана Ступице постао драматург Југословенског драмског позоришта. Основао је фестивал Слободарске свечаности (данас Софест) у Сопоту. Био је директор Музеја позоришне уметности и оснивач највећег глумачког признања Добричин прстен које додељује Савез драмских уметника Србије.
Године 1959. је за драму А шта сад добио прву награду Београдског универзитета. Са Бајом Шарановићем је основао авангардно позориште Театар у подруму 1963. године. На фестивалу у Карловим Варима је награђен за најбољи антиратни филм, док је у Авелину у Италији награђен за режију и глуму. На фестивалу филмског сценарија у Врњачкој Бањи је за филмски сценарио Момак против добио гран при.
Режирао је представе у дому културе у Младеновцу и био директор Југоконцерта као и заменик директора у Заводу за научну и техничку сарадњу. Режирао је представе у Бразилу све до повратка у Србију 1992.
Последње дане свог живота је провео у старачком дому на Вождовцу, где је преминуо 11. јула 2012. године. Иза себе је оставио сина Игора и бившу супругу Људмилу Лисину.

## Филмографија

### Режија
| Год.  | Назив                   | Жанр       | Награда |
| ----- | ----------------------- | ---------- | ------- |
| 1972. | Девојка са Космаја      | ратни      |         |
| 1974. | Против Кинга            | драма      |         |
| 1978. | Мирис земље             | драма      |         |
| 1978. | Zapach ziemi            | драма      |         |
| 1978. | Југословенска железница | биографски |         |
| 1980. | Југоазбест              | биографски |         |
| 1981. | Неимари будућности      | биографски |         |
| 1982. | Саблазан                | ратни      |         |

### Сценарио
| Година | Назив                   |
| ------ | ----------------------- |
| 1965.  | Срећан пут чико         |
| 1968.  | Бекство                 |
| 1972.  | Девојка са Космаја      |
| 1978.  | Мирис земље             |
| 1978.  | Zapach ziemi            |
| 1978.  | Југословенска железница |
| 1980.  | Југоазбест              |
| 1981.  | Неимари будућности      |